# Perecse
Perecse ist eine ungarische Gemeinde im Kreis Encs im Komitat Borsod-Abaúj-Zemplén.

## Geografische Lage
Perecse liegt in Nordungarn, 46,5 Kilometer nordöstlich des Komitatssitzes Miskolc, 22 Kilometer nordwestlich der Kreisstadt Encs, zwei Kilometer südlich der Grenze zur Slowakei, an dem Bach Perecsei-patak. Die Nachbargemeinden Büttös und Krasznokvajda liegen ungefähr fünf Kilometer südlich. Jenseits der Grenze befindet sich der slowakische Ort Janík.

## Sehenswürdigkeiten
- Griechisch-katholische Kirche Krisztus Üdvözítő, erbaut 1948

## Verkehr
Perecse ist nur über die Nebenstraße Nr. 26126 zu erreichen. Es besteht eine Busverbindung nach Büttös. Der nächstgelegene Bahnhof befindet sich südöstlich in Forró-Encs.